# Kulminacja
Kulminacja (łac. culminatio 'najwyższy punkt') – zjawisko polegające na uzyskaniu przez dane ciało niebieskie maksymalnej albo minimalnej wysokości w czasie obrotu sfery niebieskiej. Kulminacje dzielimy na górną, zwaną też górowaniem, lub dolną nazywaną także dołowaniem. Oba rodzaje kulminacji odbywają się na tym samym okręgu wielkim, zwanym południkiem niebieskim (przechodzącym przez oba bieguny niebieskie oraz zenit i nadir).